# Henry Lawson
Henry Archibald Lawson född 17 juni 1867, död 2 september 1922 i Sydney, var en australisk författare. 

## Biografi
Lawson föddes i en stad på Grenfells guldfält i New South Wales. Hans far var Niels Herzberg Larsen, en gruvarbetare från Norge som gick till sjöss vid 21 års ålder och kom till Melbourne 1855 och drogs med i guldrushen. Lawsons föräldrar möttes på Pipeclays guldfält (nu Eurunderee, New South Wales). Niels Herzberg och Louisa Albury (1848–1920) gifte sig 7 juli 1866; han var 32 och hon 18. Vid Henrys födelse angliserades familjens efternamn och Niels blev Peter Lawson. Det nygifta paret fick ett olyckligt äktenskap. Louisa deltog i kvinnorörelsen och var redaktör för Dawn, en tidning för kvinnor (utgiven maj 1888 till juli 1905). Hon gav även ut sin sons första bok 1894 och kring 1904 gav hon ut en egen bok, Dert and Do. 1905 gav hon ut sin egen verssamling The Lonely Crossing and other Poems.
Peter Larsens grav ligger på en liten privat begravningsplats vid Hartley Vale, New South Wales.  
Lawson påbörjade sina studier vid en skola i Eurunderee 1876 och drabbades då av en öroninfektion vilken ledde till att han fick dålig hörsel och vid 14 års ålder blev helt döv. Lawson studerade senare vid en katolsk skola vid Mudgee, New South Wales. Läsning blev en stor del av hans utbildning eftersom hans dövhet gjorde att han hade problem med inlärningen i klassrummet.
1883, efter att ha arbetat som byggnadsarbetare tillsammans med sin far och i Blue Mountains, skilde sig föräldrarna. Lawson tog med sig sin mor till Sydney, där han arbetade som målare. Louisa bodde då tillsammans med Henrys syster och bror. Vid denna tid arbetade Lawson på dagarna och studerade på kvällarna för att klara inträdesexamen för att kunna få en universitetsutbildning. Dock misslyckades han med sin examen.
1896 gifte sig Lawson med Bertha Bredt Jr., dotter till Bertha Bredt. De fick två barn.
Lawsons första publicerade dikt var A Song of the Republic vilken trycktes i The Bulletin 1 oktober 1887. Denna följdes av The Wreck of the Derry Castle och senare Golden Gully. Hans första dikter handlar om fattigdom, sjukdom och familjeproblem.
1891 fick han erbjudande om att skriva för Boomerang i Brisbane, där han arbetade 7-8 månader innan Boomerang fick ekonomiska problem. Han återvände till Sydney och fortsatte att skriva för Bulletin.
Lawson var en stadsbo, men hade mycket erfarenhet av vildmarkslivet. I Sydney 1898 var han medlem av Dawn and Dusk Club, en klubb av författarvänner som träffades, umgicks och konverserade.
De sista gravt alkoholiserade 20 åren av sitt liv tillbringade Lawson i Australien där han trots allt lyckades ge ut flera diktsamlingar. Som en av Australiens första diktare och med hederstiteln nationalskald fick han en statsbegravning.

## Bibliografi

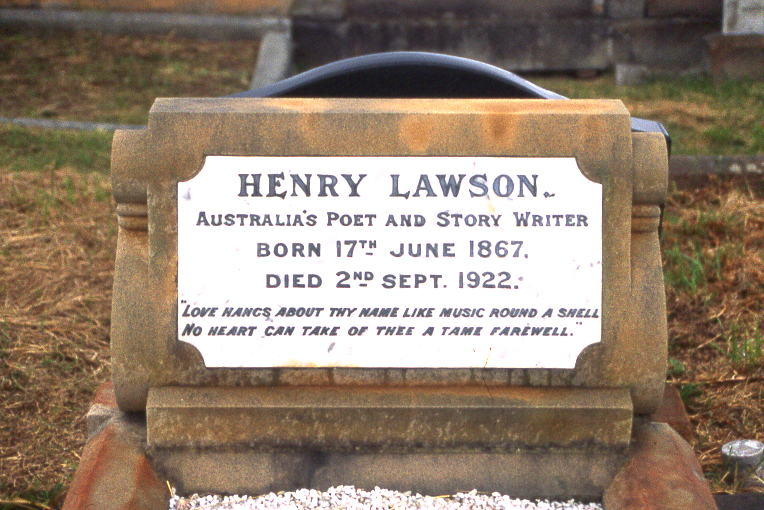
Lawsons grav vid Waverley kyrkogård, Sydney

### Postuma samlingar
- A Camp-Fire Yarn: Henry Lawson Complete Works 1885-1900 (1984)
- A Fantasy of Man: Henry Lawson Complete Works 1901-1922 (1984)
- The Penguin Henry Lawson Short Stories (1986)
- The Songs of Henry Lawson (1989)
- The Roaring Days (1994)
- On the Wallaby Track (1994)